# Wereldkampioenschappen freestyleskiën 2011
De wereldkampioenschappen freestyleskiën 2011 werden van 2 tot en met 5 februari 2011 gehouden in het Amerikaanse Deer Valley.  Er stonden twaalf onderdelen op het programma, zes voor mannen en zes voor vrouwen. Nieuw op het programma was het onderdeel slopestyle voor zowel mannen als vrouwen.

## Medailles

### Mannen
| Onderdeel   | Goud                  | Goud | Zilver             | Zilver | Brons            | Brons |
| ----------- | --------------------- | ---- | ------------------ | ------ | ---------------- | ----- |
| Aerials     | Warren Shouldice      | CAN  | Qi Guangpu         | CHN    | Anton Koesjnir   | BLR   |
| Halfpipe    | Micheal Riddle        | CAN  | Kevin Rolland      | FRA    | Simon Dumont     | USA   |
| Moguls      | Guilbaut Colas        | FRA  | Alexandre Bilodeau | CAN    | Mikaël Kingsbury | CAN   |
| Dual Moguls | Alexandre Bilodeau    | CAN  | Mikaël Kingsbury   | CAN    | Nobuyuki Nishi   | JPN   |
| Ski cross   | Christopher Del Bosco | CAN  | Jouni Pellinen     | FIN    | Andreas Matt     | AUT   |
| Slopestyle  | Alex Schlopy          | USA  | Sammy Carlson      | USA    | Russ Henshaw     | AUS   |

### Vrouwen
| Onderdeel   | Goud                | Goud | Zilver                | Zilver | Brons           | Brons |
| ----------- | ------------------- | ---- | --------------------- | ------ | --------------- | ----- |
| Aerials     | Cheng Shuang        | CHN  | Xu Mengtao            | CHN    | Olga Volkova    | UKR   |
| Halfpipe    | Rosalind Groenewoud | CAN  | Jen Hudak             | USA    | Keltie Hansen   | CAN   |
| Moguls      | Jennifer Heil       | CAN  | Hannah Kearney        | USA    | Kristi Richards | CAN   |
| Dual Moguls | Jennifer Heil       | CAN  | Chloé Dufour-Lapointe | CAN    | Hannah Kearney  | USA   |
| Ski cross   | Kelsey Serwa        | CAN  | Julia Murray          | CAN    | Anna Holmlund   | SWE   |
| Slopestyle  | Anna Segal          | AUS  | Kaya Turski           | CAN    | Keri Herman     | USA   |

### Medaillespiegel
| Plaats | Land             | Goud | Zilver | Brons | Totaal |
| 1      | Canada           | 8    | 5      | 3     | 16     |
| 2      | Verenigde Staten | 1    | 3      | 3     | 7      |
| 3      | China            | 1    | 2      | 0     | 3      |
| 4      | Frankrijk        | 1    | 1      | 0     | 2      |
| 5      | Australië        | 1    | 0      | 1     | 2      |
| 6      | Finland          | 0    | 1      | 0     | 1      |
| 7      | Japan            | 0    | 0      | 1     | 1      |
| 7      | Oekraïne         | 0    | 0      | 1     | 1      |
| 7      | Oostenrijk       | 0    | 0      | 1     | 1      |
| 7      | Wit-Rusland      | 0    | 0      | 1     | 1      |
| 7      | Zweden           | 0    | 0      | 1     | 1      |
| Totaal | Totaal           | 12   | 12     | 12    | 36     |